# Osmunda speciosa
Osmunda speciosa là một loài dương xỉ trong họ Osmundaceae. Loài này được Wall. ex Grev. & Hook. mô tả khoa học đầu tiên năm 1833.
Danh pháp khoa học của loài này chưa được làm sáng tỏ. 